# Agapito Valiente
Arturo López Areco, más conocido como Agapito Valiente (Barrero Grande, Cordillera; 18 de abril de 1920-17 de mayo de 1970) fue un profesor y guerrillero paraguayo comunista.

## Biografía
Nació en la compañía Ka’undy, del distrito de Barrero Grande, en el año que corresponde según registros partidarios. En 1945 se graduó como profesor de escuela primaria en la Escuela Normal de Asunción. Ese mismo año participó en la guerra civil paraguaya de 1947 integrando  el bando revolucionario como miembro del Partido Comunista Paraguayo (PCP).
Fue detenido por las fuerzas gubernamentales en 1947 y permaneció en prisión hasta 1949, cuando aprovechó una amnistía general para recuperar su libertad. Al ser liberado, regresó a su lugar de origen, el Departamento de Cordillera, donde inició tareas de concientización y alfabetización dirigidas a campesinos, convirtiéndose en un dirigente destacado dentro de esa comunidad.

## Formación de la Columna Mariscal López
Gracias a la influencia ganada entre los campesinos cordilleranos, en 1958 el Comité Central del PCP le encomendó la formación de un grupo de autodefensa campesina con orientación partidaria. Esta iniciativa daría origen, en la década de 1960, a la Columna Mariscal López perteneciente al Frente Unido de Liberación Nacional (FULNA), bajo su liderazgo. Esta acción se inscribió dentro de los esfuerzos de la oposición democrática para enfrentar la dictadura de Alfredo Stroessner (1954-1989).
En mayo de 1958, fue detenido en Piribebuy y sometido a torturas públicas a cargo de Fidencio Pérez, dirigente de la seccional colorada local. 

## Acción guerrillera y secuelas
El 24 de mayo de 1960, la Columna Mariscal López llevó a cabo su acción más emblemática: la ocupación de Barrero Grande (hoy Eusebio Ayala).
En marzo de 1961, Fidencio Pérez fue asesinado cerca de su domicilio en Paso Hu; persisten disputas sobre si el ataque fue perpetrado por la Columna bajo el mando de Agapito Valiente o constituía un ajuste de cuentas interno del Partido Colorado.
Dada la intensa represión gubernamental hacia los campesinos, se decidió en el PCP suspender las operaciones militares y reorientar la estrategia hacia la captación, definida en el documento Trabajar con las masas en profundidad y a largo plazo.
A partir de 1960 adoptó el seudónimo de «Agapito Valiente», con el que se le reconoció en la tradición oral hasta su muerte el 17 de mayo de 1970. También utilizó los alias «Maqui» o «Maki», «Constancio», «Cabrera», «Ismael» y «Ramón».

## Formación en la Unión Soviética y disolución guerrillera
Las disensiones internas en la Columna generaron fricciones con la dirección del PCP y funcionarios exiliados en Buenos Aires y Montevideo. A fines de 1963, fue seleccionado por el Comité Central del PCP para asistir a un curso político-militar en la Unión Soviética, junto a los comandantes Celso Ávalos Ocampos y Romilio López. Agapito permaneció en Moscú desde 1964 hasta mayo de 1965.
Durante su ausencia, la autonomía de la Columna fue erosionada por infiltraciones estatalistas y errores estratégicos, lo que provocó la detención o ejecución de los nuevos comandantes (Alvarenga y Coronel), mientras Andrés Ramón García Valiente logró evadir la represión.

## Ruptura con el PCP
Tras el fracaso de los proyectos guerrilleros y críticas al estilo de liderazgo de Óscar Creydt, una facción liderada por Obdulio Barthe y Miguel Ángel Soler impulsó en 1965 la destitución de Creydt apoyada por la dirección del Partido Comunista de la Unión Soviética. Agapito, sorprendentemente, defendió la permanencia de Creydt ante el Comité Central, rechazando las líneas de «coexistencia pacífica» promovidas por Moscú.
El 11 de julio se celebró la votación en la que Agapito respaldó a Creydt, manteniéndolo en el cargo. En los días posteriores, la represión contra la Columna escaló, lo que afectó su estado emocional y motivó una notable rebelión en la reunión del Comité Central de Montevideo en agosto de 1966.

## Exilio y retorno
Entre 1966 y 1967 permaneció exiliado, inicialmente por el colapso de la Columna y luego por restricciones impuestas por el PCP tras su crítica abierta. Durante una reunión en Montevideo en agosto de 1966, perdió el respaldo del liderazgo y se consideró prescindible. No obstante, al reingresar clandestinamente a Paraguay en julio/agosto de 1967 viajó a Argentina, donde nació su hijo Jorge, fruto de su relación con Blanca Antolina Frutos Cabral, en Ibarreta, Formosa.

## Regreso a la clandestinidad y fallecimiento
En octubre de 1967 retornó a Paraguay para reorganizar la Columna Mariscal López. Entre 1968 y 1969 se dedicó nuevamente a la alfabetización y concientización campesina. Sin embargo, el clima represivo y la falta de apoyo político impidieron restablecer una estructura guerrillera efectiva. Tras la caída del Comité Central de Óscar Creydt en 1970, se refugió con su primo Blas Cristaldo, quien lo entregó al general Colmán. En ese momento, se produjo un enfrentamiento en el que Agapito mató a Colmán y fue asesinado por sus custodios. Su cuerpo nunca fue recuperado, convirtiéndose en uno de los desaparecidos del stronismo.

## Legado y estudios posteriores
El 2 de agosto de 2019 se presentó en Asunción una biografía académica por Mariano Damián Montero, publicada por Arandura Editorial, con el título Agapito Valiente. Stroessner kyhyjeha. La obra documenta exhaustivamente su trayectoria política y militar.